# نفتیس ۲۸۷
سیارک ۲۸۷ (به انگلیسی: 287 Nephthys) دویست و هشتاد و هفتمین سیارک کشف شده‌است که در ۲۵ اوت ۱۸۸۹ کشف شد.
قدر مطلق سیارک برابر ۸٫۳۰ است.